# Max Thun-Hohenstein
Max Thun-Hohenstein (německy též jako Maximilian (von) Thun-Hohenstein, 14. prosince 1887 Lysá nad Labem – 12. dubna 1935 Vídeň) byl hrabě česko-rakouského původu, z žehušické větve rodu Thun-Hohensteinů, lékař a v letech 1920–1935 manžel Sidonie Nádherné.

## Život

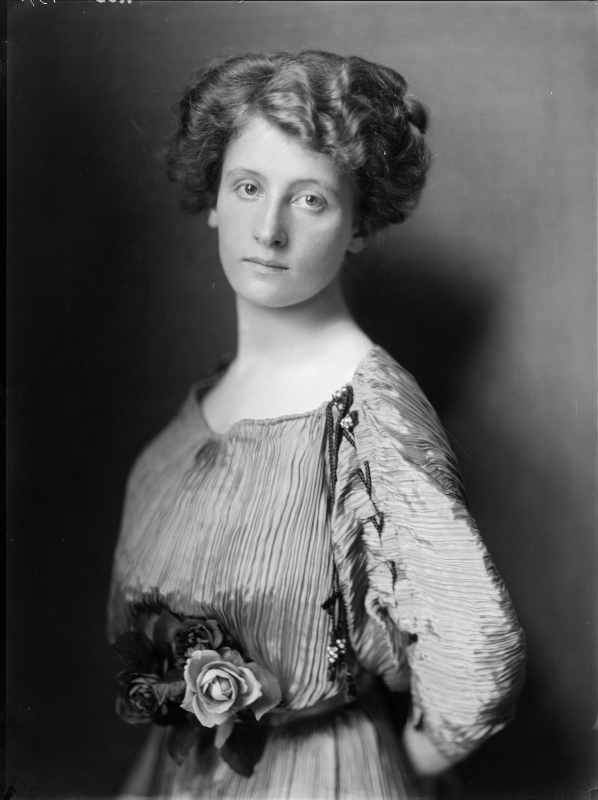
Svobodná paní Sidonie Nádherná z Borutína, manželka Maxe Thun-Hohensteina v letech 1920-1933

Narodil se jako Maxmilián Maria Mořic hrabě z Thun-Hohensteinu, druhé ze čtyři dětí (starší ze dvou synů) císařského nejvyššího lovčího hraběte Maxmiliána Teodora z Thun-Hohensteinu (1857–1950) a jeho manželky Gabriely Žofie, rozené princezny z Lobkovic (1864–1941). Jeho prarodiči byli Josef Osvald I. z Thun-Hohensteinu z klášterecké větve rodu a Johanna, rozená hraběnka z Valdštejna-Wartenbergu.
Absolvoval vedle domácích studií také gymnázium v Praze, Kalksburgu, Salcburku a Hornu. Pokračoval studiem práv a medicíny na univerzitách v Innsbrucku a v Praze. V Praze byl imatrikulován na právnické i lékařské fakultě Německé univerzity od zimního semestru školního roku 1909/1910, práva však nedokončil. Na lékařské fakultě byl promován lékařem 18. května 1914. Během studií se spřátelil s Karlem Nádherným z Borutína a udržoval nadále přátelské styky a i s jeho sestrou, baronkou Sidonii Nádhernou, podnikali společné výlety.
Jeho zájmy a společenské styky v Čechách i v Rakousku byly velmi široké. Byl to on, kdo ve vídeňském Café Imperial 8. září roku 1913 seznámil Sidonii se spisovatelem Karlem Krausem či architektem Adolfem Loosem. Sidonie však v letech 1913–1915 usilovala o jiného šlechtice, Carla Guicciardiniho (*1874), potomka slavné florentské hraběcí rodiny, a byla zamilovaná také do Karla Krause, kterého si pro měšťanský a židovský původ vzít nechtěla. Maxovy deprese a další psychické problémy propukly v prvních letech první světové války 1914–1915 brzy poté, co byl přidělen k rakouské armádě jako vojenský lékař.
Po válce stále svobodnou a již 35letou Sidonii Nádhernou společenské důvody a stavovská příslušnost dovedly k Maxovi. Přátelé jí sňatek rozmlouvali pro Maxovy psychické potíže. Max se s ní 12. dubna 1920 oženil tajně v klášterním kostele v dolnorakouském Heiligenkreuzu. Již po osmi měsících, 20. prosince 1920, však Sidonie manžela opustila, nicméně rozvod proběhl až v roce 1933. O dva roky později Max zemřel ve vídeňském sanatoriu pro choromyslné. Tři roky po něm zemřel i jeho mladší bratr Felix Osvald (1891–1938), který ze sňatku s Marií Josefou Thun-Castelfondo zanechal syna Maxmiliána Josefa (1919-1952).